# ذا وندسورس: نهاية اللعبة
ذا وندسورس: نهاية اللعبة هي مسرحية من إنتاج جورج جيفري وبيرت تايلر مور، تستند المسرحية إلى الكوميديا الموقفية الهزلية ذا وندسورس، والتي عرضت على القناة الرابعة البريطانية.

## تاريخ الإنتاج
المسرحية من إخراج مايكل فنتيمان وكتبها بيرت تايلر مور والكاتب الكوميدي المتوفي جورج جيفري الذي توفي في تاريخ 19 سبتمبر 2020. بعد كتابة الصياغة الأولى للسيناريو. العرض المباشر من بطولة هاري إنفيليد الذي يعيد تمثيل دور تشارلز من المسرحية الكوميدية التلفزيونية، الشخصية التي ينظر إليها في الإنتاج على أنها الملك.
في 24 يونيو 2021 أعلن على المزيد من إختيار الممثلين مع ماثيو كوتل وتوم دورانت بريتشارد وتيم الرز الذي ظهر أيضاً من المسرحية الكوميدية للإنضمام إلى إنفليد على خشبة المسرح.
تم افتتاح المسرحية في مسرح أمير ويلز في ويست اند بلندن في 2 أغسطس ومن المتوقع أن تستمر حت 9 أكتوبر 2021.

## طاقم التمثيل
| الشخصيات   | طاقم التمثيل        |
| ---------- | ------------------- |
| تشارليستون | هاري انفيلد         |
| ميغان      | كريستال كاندل       |
| ادوارد     | ماثيو كوتل          |
| هاري       | توم دورانت بريتشارد |
| كاميلا     | تريسي آن أوبرمان    |
| ويلس       | سياران أوينز        |
| كيت        | كارا توينتون        |
| أندروز     | تيم وولرز           |

## روابط خارجية
- Official website